# Tubaria hiemalis
Espèce
Tubaria hiemalis, Tubaire hivernale, est une espèce de champignons de la famille des Inocybaceae.

## Description
Environ 5 cm, chapeau de couleur brun rouillé.

## Biologie
Saprophyte, il se développe sur le bois pourri ou, moins fréquemment, dans le sol.

## Comestibilité
Non comestible.

## Liste des variétés
Selon NCBI (6 février 2021) :
- Tubaria hiemalis var. major